# أوكسيتك

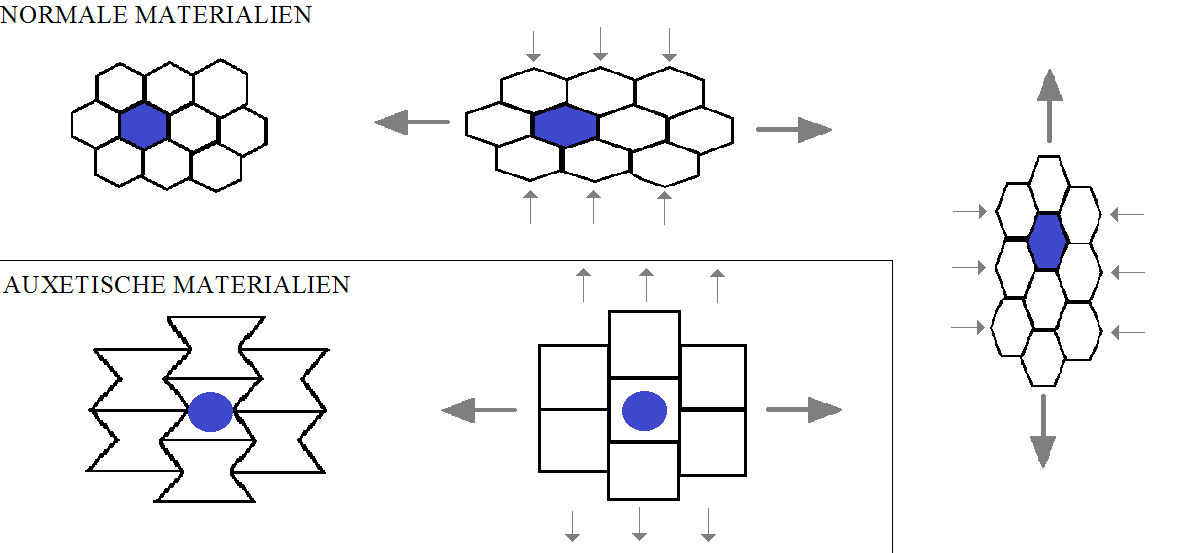

مواد الأوكسيتك (بالإنجليزية: Auxetics)‏ هي مواد عندما تخضع لقوى شد، تصبح ذات سماكة أكبر في الاتجاه العمودي على القوة المطبقة، أي أن لها نسبة بواسون سالبة. يحدث هذا نتيجة بنية هذه المواد الخاصة التي تكون على شكل مفاصل والتي ترتخي عند شد هذه المواد. تتمتع هذه المواد بخصائص ميكيانيكية مثيرة مثل امتصاص الطاقة، ومقاومة الانكسار. مثل هذه الخواص قد تكون مفيدة في تطبيقات مثل واقيات الرصاص، مواد التعليب، حاميات الركبة والمرفق، مواد امتصاص الصدمات.
أصل المصطلح auxetic هو من اللغة اليونانية من الكلمة αὐξητικός(auxetikos) والتي تعني «الشيء الذي يميل للازدياد».
قد تتكون الأوكسيتكات من جزيء أو بنية مجهرية محددة.
عادة يكون لأوكسيتكات كثافة منخفضة، الذي يسمح للبنية المفصلة بالارتخاء.

## تاريخ
يعود أوائل الأمثلة على أوكسيتك مركب إلى عام 1987 نشر في مجلة العلوم تحت عنوان «مواد رغوية ذات نسبة بواسون سالبة» ("Foam structures with a negative Poisson's ratio") من قبل R.S. Lakes من جامعة أيوا.

## أمثلة
بعض الأمثلة على المواد الأوكستكية:
- الجلد الذي يغطي ثدي البقرة.
- بعض الأحجار والفلزات.
- أنسجة العظم الحي (هذه باقية موضع الشك).

## وصلات خارجية
- مواد ذات نسبة بواسون سالبة
- ما هي المواد الأوكستكية
- فيلم قصير عن الأوكسيتكات